# Corey Lemonier
Corey Lemonier (Hialeah, 19 novembre 1991) è un giocatore di football americano statunitense che gioca nel ruolo di outside linebacker per i Cleveland Browns della National Football League (NFL). Fu scelto nel corso del terzo giro (88º assoluto) del Draft NFL 2013 dai 49ers. Al college ha giocato a football all’Università di Auburn.

## Carriera professionistica

### San Francisco 49ers
Lemonier fu scelto nel corso del terzo giro del Draft 2013 dai San Francisco 49ers. Debuttò come professionista nella vittoria della settimana 1 contro i Green Bay Packers. Il suo primo sack lo mise a segno su Carson Palmer degli Arizona Cardinals nella settimana 6. La sua stagione da rookie si concluse con 15 tackle, un sack e un fumble forzato disputando tutte le 16 partite, nessuna delle quali come titolare. Anche nella successiva giocò tutte le 16 gare mai come partente, terminando con 10 tackle.

### Cleveland Browns
Il 4 settembre 2016, Lemonier firmò con i Cleveland Browns.

## Statistiche
| Partite totali      | 32  |
| Partite da titolare | 0   |
| Tackle totali       | 25  |
| Sack                | 1,0 |
| Intercetti          | 0   |

Statistiche aggiornate alla stagione 2014